# St. Franziskus (Mainz-Lerchenberg)

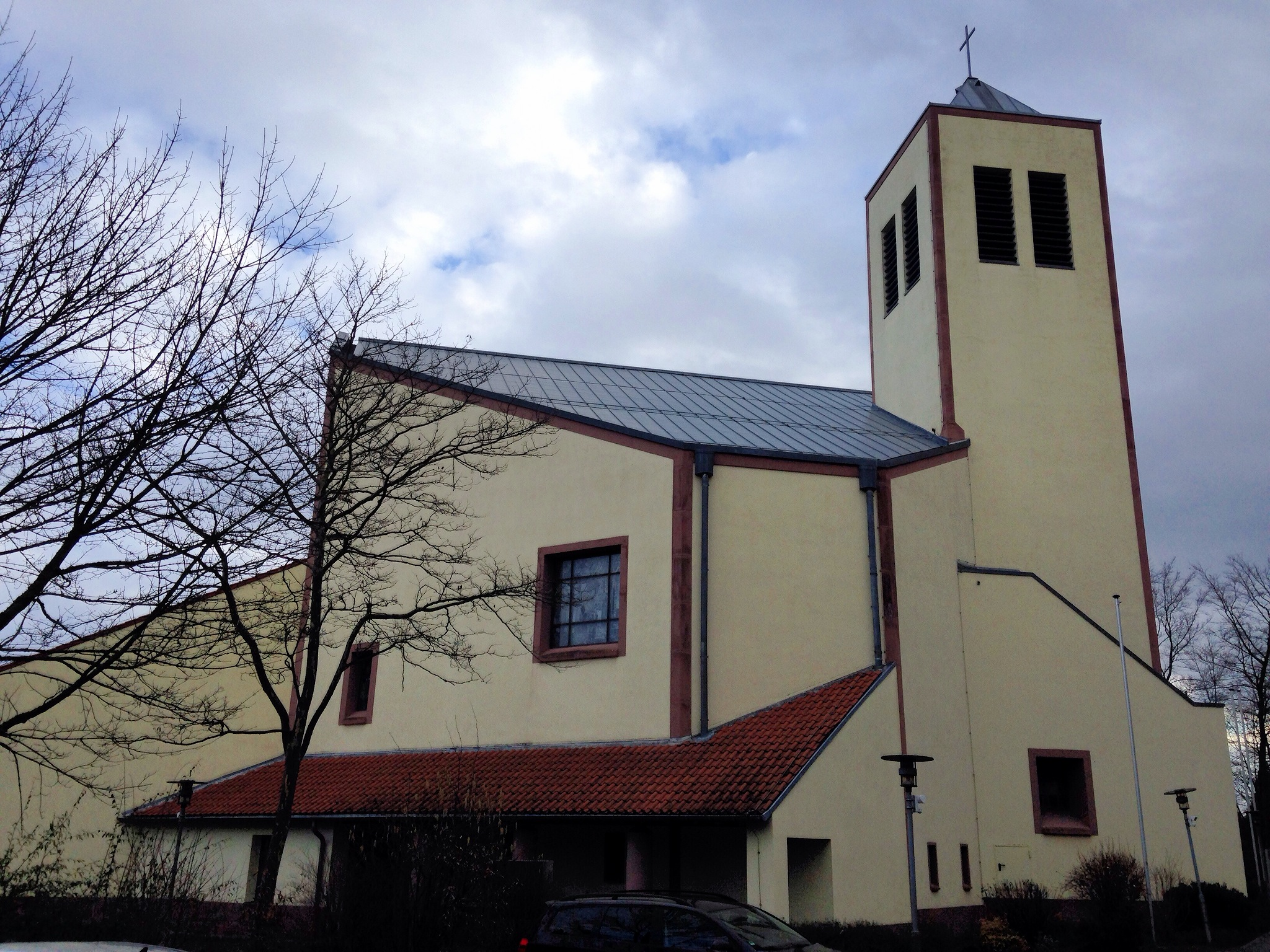
St. Franziskus (Mainz-Lerchenberg)

Die Pfarrkirche St. Franziskus ist eine Pfarrkirche in Mainz-Lerchenberg. Sie wurde in den Jahren 1982 bis 1984 nach einem Entwurf der Architekten Hans Schilling und Peter Kulka errichtet. Sie war der letzte Kirchenneubau in den Stadtdekanaten von Mainz und wurde 17 Jahre nach Gründung des Stadtteils im Oktober 1984 durch Bischof Karl Lehmann geweiht. Ihre Pfarrgemeinde St. Franziskus gehört zum Dekanat Mainz des Bistums Mainz.

## Besonderheiten
Die Fenster der Kirche wurden gestaltet von Georg Meistermann und zeigen neben einem Kreuzwegzyklus Motive wie die Geburt Christi, die Auferstehung, das Himmlische Jerusalem, den Brennenden Dornbusch oder Allegorien der christlichen Grundtugenden Glaube, Hoffnung und Liebe.
Das Kreuz hinter dem Altar ist eine Reproduktion des um 1060 entstandenen Werdener Bronzekruzifixes. Das Triumphkreuz mit Symbolen der Evangelisten (links Markus, oben Johannes, rechts Lukas, unten Matthäus) stammt vom Künstler Leonhard Eder.

## Hausherren
Folgende Pfarrer wirkten in St. Franziskus seit Gründung der Pfarrei:
- Franz Kemmerer (1968–1974)
- Franz-Josef Hassemer (1974–1980)
- Josef Beheim (1980–1996)
- Wolfgang Thrin (1996–2005)
- Ulrich Jung (2005–2020)
- Rudolf Göttle (2020–2022)

## Personalia
- Vor seiner Priesterweihe wirkte 1977/78 Gerhard Ludwig Müller, heute Präfekt der Glaubenskongregation, als Diakon in St. Franziskus.
- Der Erfurter Bischof Ulrich Neymeyr hatte die Kaplansstelle in der Zeit von 1982 bis 1984 inne.

## Kirchenmusik
- Die alte Orgel in St. Franziskus war ein Fabrikat der Firma Hofbauer (Göttingen) und wurde im Zuge des Kirchbaus 1984 im Internationalen Jahr der Behinderten von Bewohnern der Lebenshilfe Mainz-Lerchenberg mit aufgebaut.
- 2009 wurde der Orgelbauverein St. Franziskus gegründet. Er unterstützte den Neubau einer Orgel durch Orgelbau Hubert Fasen (Oberbettingen) mit 23 Registern, die am 2. Adventssonntag 2016 geweiht wurde.[1][2] In das Instrument wurden acht Register aus dem Vorgängerinstrument integriert.

Die Organistenstelle und die Leitung des Kirchenchores der Pfarrei hatten inne
- Diözesankirchenmusikdirektor Gert Augst (1980–1998)

## Nachweise
1. ↑  https://orgelbau-fasen.de/+lerchenberg/seite1.htm
2. ↑  https://www.kirchenzeitung.de/orgel-blog